# Nadine Brandl
Nadine Brandl (* 11. März 1990 in Wien) ist eine ehemalige österreichische Synchronschwimmerin (Solo und Duett).

## Leben
Brandl ist Nichte der Synchronschwimmerin Alexandra Worisch (Medaillengewinnerin bei den Europameisterschaften 1981, 1985 und 1987) und des Turmspringers Michael Worisch sowie Enkelin der Turmspringerin Eva Worisch (geb. Eva Pfarrhofer). Erste Erfahrungen im Sport begann sie mit fünf Jahren im Turnverein zu sammeln. Nach neunjährigem Aufenthalt in Belgien und Deutschland zurückgekehrt nach Österreich begann sie bei ihrer Großmutter, die im Schwimmverein das Synchronschwimmen betreute, zu trainieren. Ab 2005 trat sie bei Junioren-Europameisterschaften im Solo-Bewerb an, wo sie 2005 den neunten, 2006 den achten und 2007 sowie 2008 jeweils den siebenten Platz belegte. Bei Junioren-Weltmeisterschaften wurde sie 2006 Zwölfte und 2008 Zehnte.   
Bei den Schwimmeuropameisterschaften 2006 in Budapest erreichte sie im Duett mit ihrer damaligen Partnerin Lisbeth Mahn den 11. Rang, die Schwimmweltmeisterschaften 2007 in Melbourne beendeten sie als 20. und die Schwimmeuropameisterschaften 2008 in Eindhoven im als Zwölfte. Seit 2008 trainiert Brandl als Leistungssportlerin im Österreichischen Heeressportverband. Im selben Jahr nahm sie als Teil der österreichischen Olympiamannschaft an den Sommerspielen 2008 in Peking teil und belegte im Duett mit Mahn den 22. Platz. Bei den darauf folgenden  Schwimmweltmeisterschaften 2009 in Rom erreichte sie im Solo-Bewerb (technisches Programm) den 13. und im Duett den 17. Platz. 
Seit Herbst 2009 schwimmt Brandl im Duett mit Livia Lang. Zusammen erreichten sie bei ihrem ersten gemeinsamen internationalen Antreten bei den Schwimmeuropameisterschaften 2010 in Budapest den neunten, Brandl im Finale des Solo-Bewerbs ex aequo mit der Tschechin Soňa Bernardová den siebenten Platz. An den Schwimmweltmeisterschaften 2011 in Shanghai nahm sie in vier Bewerben Teil: Solo technisch (16.), Solo frei (16.), Duett technisch (22.) und Duett frei (20.). Bei den im Jahr 2012 getrennt von den Schwimmeuropameisterschaften in Debrecen stattfindenden Europameisterschaften im Synchronschwimmen in Eindhoven erreichte sie im Solo den sechsten und in der Kombination den achten Platz.
Im Sommer 2012 war Brandl bei den Olympischen Sommerspielen in London zum zweiten Mal Teil der österreichischen Olympiamannschaft und nahm im Duett mit Lang an den Bewerben im Synchronschwimmen teil, wo sie mit dem 19. Platz ihr Ziel unter die besten Zwanzig zu kommen erreichten.
Nach dem Ende ihre sportlichen Karriere war sie unter anderem in Las Vegas Mitwirkende bei Auftritten des Cirque du Soleil.